# Кеж-Радзіковський
Кеж-Радзіковський (пол. Kierz Radzikowski) — село в Польщі, у гміні Вомпельськ Рипінського повіту Куявсько-Поморського воєводства.
У 1975-1998 роках село належало до Торунського воєводства.